# Harri Czepuck
Harri Czepuck (* 30. Juli 1927 in Breslau; † 14. Juni 2015) war ein deutscher Journalist und SED-Funktionär. Er war Vorsitzender des Verbandes der Journalisten der DDR und stellvertretender Chefredakteur des SED-Zentralorgans Neues Deutschland.

## Leben
Czepuck absolvierte eine Ausbildung zum Versicherungskaufmann. 1944 bis 1945 war er Soldat der Wehrmacht. Er kam am 30. April 1945 in der Nähe von Halbe in sowjetische und später in polnische Kriegsgefangenschaft. Ab Januar 1949 war er Redakteur der deutschen Kriegsgefangenen-Zeitung Die Brücke.
Im Juni 1949 wurde er in die Sowjetische Besatzungszone entlassen und trat dort der SED bei. Er begann als Volontär beim „Neuen Deutschland“ und wurde dort Redakteur, Abteilungsleiter, Korrespondent in Bonn und im Januar 1966 stellvertretender Chefredakteur. 1967 bis 1971 war er Mitglied der Westkommission beim Politbüro des Zentralkomitees der SED. Von 1967 bis Januar 1981 war er Vorsitzender des Verbandes der Deutschen Journalisten, der sich am 23. Juni 1972 in Verband der Journalisten der DDR (VDJ) umbenannte. Gleichzeitig war er Vizepräsident der Internationalen Organisation der Journalisten (IOJ) mit Sitz in Prag.
Anfang Oktober 1971 wurde er wegen Konflikten mit dem Chefredakteur Joachim Herrmann als stellvertretender Chefredakteur des ND abgelöst und nun hauptamtlicher Vorsitzender des Journalistenverbandes der DDR. Ab 1981 arbeitete er bei der Liga für Völkerfreundschaft. 1984 wurde er Invalidenrentner. 1990 blieb Czepuck Mitglied der in PDS umbenannten SED. Er war Mitglied des Ältestenrates der Partei Die Linke.
Czepuck starb im Alter von 87 Jahren.

## Auszeichnungen
- 1962 Vaterländischer Verdienstorden in Bronze
- 1970 Orden Banner der Arbeit
- 1977 Vaterländischer Verdienstorden in Gold

## Werke
- 1967–1970: Ich – Axel Caesar Springer (TV, 5 Teile, Drehbuch zusammen mit Karl Georg Egel) – Regie: Helmut Krätzig, Ingrid Sander, Achim Hübner
- Meine Wendezeiten. Erinnerungen, Erwägungen, Erwartungen. Dietz, Berlin 1999, ISBN 3-320-01971-6.
- (mit Hans Bentzien, Gerhard Fischer, Günter Herlt, Klaus Huhn, Friedrich Wolff, Wolfgang Wünsche) Fragen an die DDR. Edition Ost, Berlin 2003, ISBN 3-360-01045-0.